# Paraphthonia
Paraphthonia is een geslacht van vlinders uit de familie van de prachtvlinders (Riodinidae), onderfamilie Riodininae.
Paraphthonia werd in 1910 voor het eerst wetenschappelijk beschreven door Stichel.

## Soorten
Paraphthonia omvat de volgende soorten:
- Paraphthonia ctetatus Seitz, 1917
- Paraphthonia molione (Godman, 1903)